# 井上侑
井上 侑（いのうえ ゆう、1987年8月9日 - ）は、日本の女性シンガーソングライター。

## 略歴
愛媛県松山市で生まれ東京都練馬区で育つ。姉がいる。祖母は裏千家の茶道の教授。
- 2006年　音楽の学校に入学。初めて作詞作曲した楽曲「さようなら」を学内の公開オーディションで披露し、レコードレーベル関係者の目に止まる。
- 2007年　下北沢、渋谷、高田馬場を中心にライブ活動。1stアルバム『さようなら』を制作及びリリース。
- 2008年　神奈川県川崎市の川崎駅周辺を中心にストリート・ライブを始める。
- 2009年　2月に2ndアルバム『Hello!!』をリリース。翌月から、自主制作CD「ゆうのたね」シリーズをライブ会場限定で発売（2010年度はタイトルを「ゆうのはね」シリーズとして続行）。2ヶ月に1度のペースで制作を続ける。
- 2010年
  - 3月7日、川崎市の音楽イベント、カワサキストリートミュージックバトルⅢ（KSMB III）において、最年少でグランプリを獲得する。
  - 5月22日、1stシングル「バネのびょん太」をリリース。
- 2011年
  - 3月20日、1stライブDVD『ライブインカワサキ』をリリース。
  - 6月8日、片寄明人と石井マサユキを共同プロデューサーに迎えた3rdアルバム『LOVEBIRD』をリリース。
- 2012年
  - 6月6日、片寄明人プロデュース、清水一登ピアノアレンジ&演奏のもと、NHK『みんなのうた』カバー・アルバム『HOME』をリリース。
- 2013年　「ゆうのほね 1」を皮切りに、3年ぶりの自主制作リリースを開始。
- 2014年
  - 3月7日、初の両A面シングル「釜揚げしらす／窓辺のパフィオ」をリリース。K-mix、FM石川、秋田放送、FM長野、FM富山、FM愛媛、FM小田原にてパワープレイ。
  - 6月6日、シングル「オレンジ」リリース。FM秋田、FM岩手、東北放送、ふくしまFM、bay fm、FM愛媛、FMいずみ、FM香川、FM小田原にてパワープレイ。
  - 7月4日、元くるりのドラマーであり、キーボーディストでもある田中佑司をプロデューサーに迎えた4thアルバム『LIFE』をリリース。収録曲「少しばかり旅に出る」がDate fmにてパワープレイ。
- 2022年2月より産休のためライブ活動は休止[2]。新曲リリース・ラジオ出演などの活動は継続している。

## ディスコグラフィ

### アルバム
| 枚  | 発売日        | タイトル   |
| --- | ------------- | ---------- |
| 1st | 2007年10月4日 | さようなら |
| 2nd | 2009年2月3日  | Hello!!    |
| 3rd | 2011年6月8日  | LOVEBIRD   |
| 4th | 2014年7月4日  | LIFE       |

### シングル
| 枚  | 発売日        | タイトル                     |
| --- | ------------- | ---------------------------- |
| 1st | 2010年5月22日 | バネのびょん太               |
| 2nd | 2014年3月7日  | 釜揚げしらす／窓辺のパフィオ |
| 3rd | 2014年6月6日  | オレンジ                     |

### カバー・アルバム
| 枚  | 発売日       | タイトル |
| --- | ------------ | -------- |
| 1st | 2012年6月6日 | HOME     |

### DVD
| 枚  | 発売日        | タイトル           |
| --- | ------------- | ------------------ |
| 1st | 2011年3月20日 | ライブインカワサキ |

### ライブ会場＆通販限定販売手作りCD
| タイトル                                         | 発売日         | 収録曲 |
| ------------------------------------------------ | -------------- | --- |
| ゆうのたね その1                                 | 2009年4月4日   | 1. チョコレート 2. みかんの子 3. ぐるぐる |
| ゆうのたね その2                                 | 2009年6月4日   | 1. たね 2. この角を曲がれば 3. 夢（Live ver.） |
| ゆうのたね その3                                 | 2009年8月9日   | 1. Dona nobis pacem 2.カラーコーン 3.ばねのびょんた |
| ゆうのたね その4                                 | 2009年10月4日  | 1. タイムカプセル 2. ポストカード 3. あいまいみい |
| ゆうのたね その5                                 | 2009年12月19日 | 1. 先輩、恋してます 2. カシオペア 3. Deli後楽園のうた |
| ゆうのはね Vol.1                                 | 2010年2月13日  | 1. 遠くにいても 2. くまさんとピヨちゃん 3. チョコレート（Live ver.）                                                                                                  |
| ゆうのはね Vol.2                                 | 2010年4月25日  | 1. たくやの日曜日 1 2. パソコン教室 3. あなたに初めて会った日から |
| ゆうのはね Vol.3                                 | 2010年6月19日  | 1. ありんこタクシー 2. ポテト 3. イクラ納豆 |
| ゆうのはね Vol.4                                 | 2010年8月9日   | 1. 星ふる夜は 2. 都営住宅 3. タピオカミルクティー |
| ゆうのはね Vol.5                                 | 2010年10月30日 | 1. 小さな頃から 2. ゴーインホーム 3. かわさきミュートンのうた |
| ゆうのほね1                                      | 2013年3月30日  | 1.釜揚げしらす 2.平均点以下 3.校舎 |
| ゆうのほね2                                      | 2013年5月26日  | 1.めだか 2.少しばかり旅に出る 3.君のうでまくら |
| ゆりかごのソナタ LIVE IN SONORIUM 15th July 2013 | 2013年11月4日  | 1.Pie Jesu 2.タイムカプセル 3.東口で 4.月夜の浜辺 5.この角を曲がれば 6.めだか 7.みずうみ 8.おもちゃ 9.BIZAN 10.クマのぬいぐるみ 11.少しばかり旅に出る 12.釜揚げしらす |
| ゆうのほね3                                      | 2013年12月22日 | 1.Ran ran ran 2.窓辺のパフィオ（Steal Guitar Version） 3.野音 4.Ukulele…I Love you[LIVE]                                                                              |

### ライブ会場＆通販限定販売手作りDVD
| タイトル                             | 発売日         | 収録曲 |
| ------------------------------------ | -------------- | --- |
| ROJYO LIVE ONE                       | 2010年12月29日 | 01. みかんの子 02. チョコレート 03. たね 04. MC 05. カラーコーン 06. 月夜の浜辺 07. あいまいみい 08. 都営住宅 09. ポテト 10. この角を曲がれば 11. 先輩、恋してます 12. カシオペア                                                        |
| ROJYO LIVE TWO                       | 2011年8月7日   | 01. くまさんとピヨちゃん 02. パソコン教室 03. あなたの街へ 04. DeLi後楽園のうた 05. たくやの日曜日1 06. イクラ納豆 07. 小さな頃から 08. 遠くにいても 09. かわさきミュートンのうた 10. あなたに初めて会った日から 11. 4色ボールペン（仮） |
| ROJYO LIVE III                       | 2012年12月2日  | 01. 待ち合わせ 02. めだか 03. 少しばかり旅に出る 04. みかんの子 05. ランプ 06. この角を曲がれば 07. I Love You～あいまいみい 09. なんで分かっちゃうの？ 10. style-4yu! 11. オレンジ                                                      |
| ORANGE NECTAR LIVE IN KIWA 2012.12.2 | 2013年7月15日  | 1.先輩、恋してます 2.タイムカプセル 3.バネのびょん太 4.たね 5.君のシチュー 6.タピオカミルクティー 7.Yeah Yeah Yeah!!! 8.style-4yu! 9.遠くにいても 10.Greedy 11.かわさきミュートンのうた 12.ポテト 13.オレンジ                            |
| ROJYO LIVE 4                         | 2014年11月24日 | 01. Pie Jesu 02. 少しばかり旅に出る 03. 窓辺のパフィオ 04. カシオペア 05. 高速道路 〜浜松北のバス停で〜 06. 旅回り薬売り 07. 少しばかり旅に出る 08. 野音 09. ポテト 10. 釜揚げしらす                                                     |

## 雑誌・新聞・オンライン記事
- 川崎クーポン情報誌「VIVA FREAK! 川崎」2011年4月号　巻頭インタビュー（オンライン版）
- 愛媛新聞　2010年5月31日号　インタビュー
- 月刊音楽専門誌『B-PASS』2010年7月号　インタビュー（カラー1ページ）
- 月刊音楽専門誌『B-PASS』2011年7月号　インタビュー（カラー1ページ）
- BARKS 井上 侑、片寄明人＆石井マサユキを迎えてのロング座談会　PART.1 PART.2 PART.3

## 出演

### ラジオ
- K-mix Midnight Rendez-vous “ミドラン” (K-mix 月曜担当 ぺテカンと共演 25:00 - 26:00)
- 井上侑、しらすラジオ（FM愛媛 土曜 17:00 - 17:25）
- 蝶花楼桃花 (春風亭ぴっかり☆)と井上侑の「ゆうとぴか」　 （FM徳島 日曜 8:30 - 8:54（ 2018年10月8日 -2020年9月27日）、K-mix 土曜 19:30 -19:55（2020年12月5日 - )）

## 参照元
1. ↑  井上侑［いのうえゆう］（@inoue_yu） (2023年3月19日). “先日、姉の家で久しぶりに飲んだお抹茶”.   twitter. 2023年3月20日閲覧。
2. ↑  井上侑［いのうえゆう］(@inoue_yu) (2023年2月8日). “明日はいよいよ、産休前の最後のライブです。”.   twitter. 2023年3月1日閲覧。